# Bitwa pod Ostrogiem

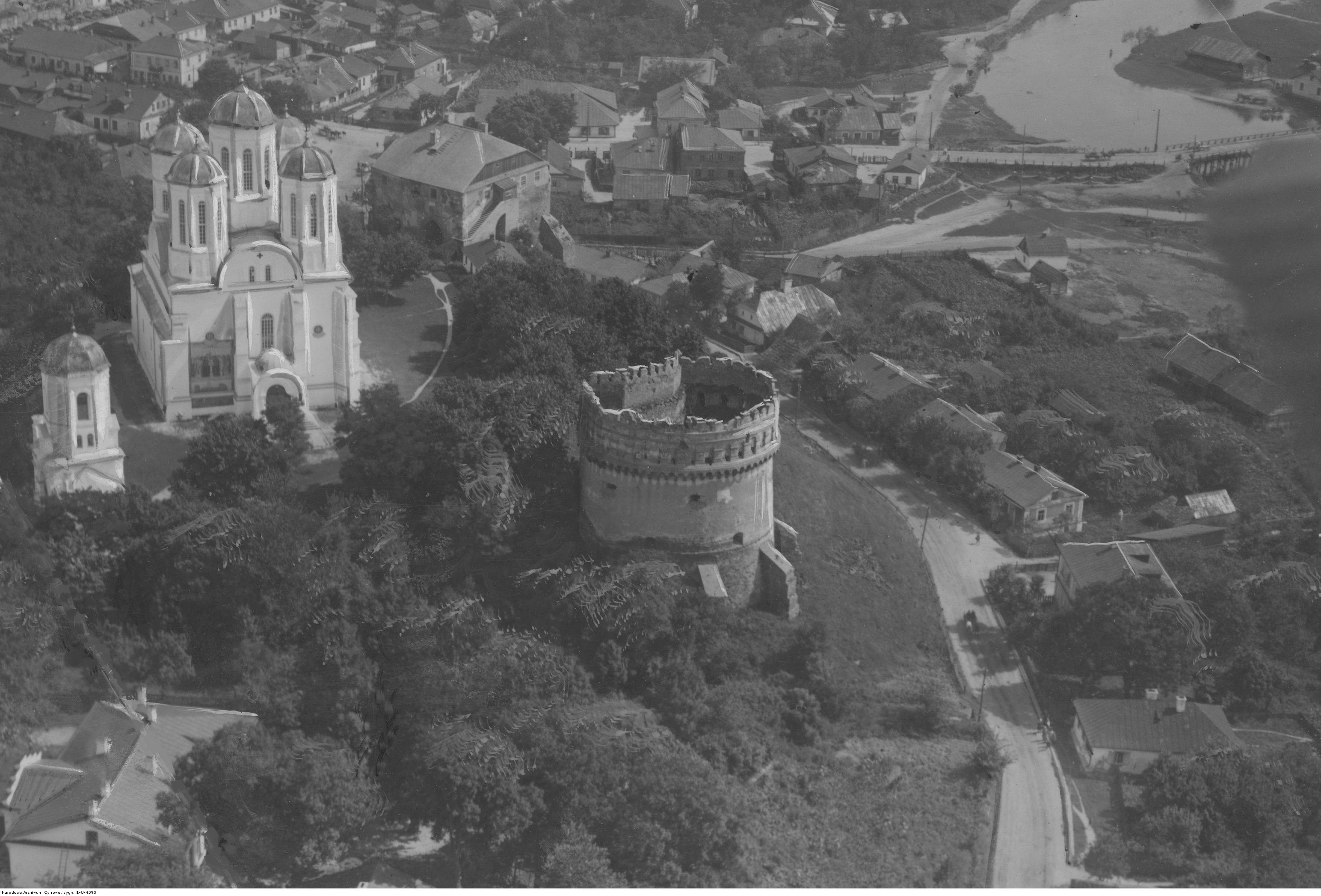
Ostróg - panorama - rzeka Horyń

Bitwa pod Ostrogiem – walki oddziałów 18 Dywizji Piechoty z jednostkami 1 Armii Konnej Siemiona Budionnego w okresie wojny polsko-bolszewickiej.

## Przed bitwą
W końcu czerwca 1920 1 Armia Konna ponownie przełamała front polski zrywając łączność taktyczną między polskimi 2 a 6 Armiami. Dowódca  6 Armii gen. Jan Romer skierował 2 lipca grupę gen. Franciszka Krajowskiego w składzie: 18 Dywizja Piechoty, 44 pułk piechoty, I/4 pułku strzelców podhalańskich i 6 pułk ułanów nad Horyń, spodziewając się, że właśnie tam dojdzie do rozstrzygającej bitwy z 1 Armią Konną Budionnego.
Grupa gen. Krajowskiego ruszyła pod Starokonstantyna na Zasław i Michnów dwiema kolumnami. Po drodze toczyła walki z Brygadą Kawalerii Kotowskiego i z 45 Dywizją Strzelców między innymi pod Biełopolem. W Zasławiu napotkano  X Brygadę Piechoty gen. Pawła Szymańskiego i 105 pułk piechoty. 6 lipca gen. Krajowski otrzymał rozkaz osłony lewego skrzydła wycofującej się 6 Armii. Równocześnie miał podjąć próbę nawiązania styczności z prawym skrzydłem 2 Armii gen. Kazimierza Raszewskiego i zaatakowania części oddziałów Budionnego.
Wieczorem 6 lipca lotnik zrzucił rozkaz dowódcy 6 Armii. Wynikało z niego, że kawaleria sowiecka zajęła Równe, polska 2 Armia kontynuuje odwrót, a grupa gen. Krajowskiego ma maszerować na Dubno – Krzemieniec. Gen Krajowski podjął jednak decyzję by zająć Ostróg, to bowiem może zmusić 1 Armię Konną do skierowania części sił przeciwko 18 DP i opóźnić jego ruch w kierunku Lwowa. Dodatkowo zamierzał pobić brygadę kawalerii Budionnego, która, jak mniemał, znajdowała się w Ostrogu. Dopiero potem zamierzał przystąpić do obsadzania frontu pod Dubnem i Krzemieńcem. Realizując swoją decyzję, o zmroku wymaszerowano z Zasławia czterema kolumnami. Tabory zmniejszono do minimum, aby zwiększyć tempo marszu. Sztab dywizji dysponował jedynie bryczką i samochodem dowódcy, a wszyscy oficerowie sztabu byli na koniach.

## Walki dywizji o Ostróg
O świcie 7 lipca 1920 Grupa Operacyjna płk. Franciszka Krajowskiego dotarła do Ostroga i zajęła go prawie bez walki przy słabym oporze nieprzyjacielskich czat. W mieście nie napotkano większych oddziałów 1 Armii Konnej. Pierwszy, wyprzedziwszy inne kolumny 18 DP, zajął Ostróg 49 pułk piechoty. 145 pułk piechoty dotarł do Ostroga od wschodu, wzdłuż rzeki Horyń. 
Uwolniono 69 polskich jeńców i zdobyto duże zapasy prowiantu. W mieście zorganizowano obronę okrężną. 44 pułk piechoty bronił go od zachodu, 49 pułk piechoty od północnego zachodu, 144 pułk piechoty zajął stanowiska na południowych przedmieściach Ostroga. 42 pułk piechoty zajął Kuniów nad rzeczką Wilią, gdzie jako odwód odpoczywał po ostatnich walkach.
Około 13.00 oddziały sowieckiej 14 Dywizji Kawalerii rozpoczęły natarcie na miasto. Atak kilku szwadronów na stanowiska 44 pułku piechoty załamał się w celnym ogniu broni maszynowej. Na pozycje 44 pułku piechoty od strony Michałpola i 49 pp od strony Rozważa, kozacy szarżowali z niezwykłą zaciętością. W efekcie bolszewicy ponieśli olbrzymie strat, a na pozycje wyjściowe wróciły niedobitki szwadronów. Kolejne natarcie przeciwnik, wzmocniony dwoma pułkami kawalerii, wyprowadził o 16.30. Atakowano w szyku pieszym na pozycje 44 i 144 pułków piechoty. Ten i kolejny atak z 20.00 został odparty.
W tym czasie 2 Armia gen. Kazimierza Raszewskiego szykowała się do ataku na Budionnego w Równem. Natarcie to zostało przeprowadzone 8 lipca i zakończyło się sukcesem.
Ponieważ jednak rozkazy gen. Romera z poprzedniego dnia wyraźnie mówiły o odwrocie 2 Armii, a generał Krajowski nie miał żadnych wiadomości o zamierzonym kontrataku 2 A na Równe, dowódca grupy postanowił 7 lipca wieczorem opuścić Ostróg i ruszyć przez Buderaż na Dubno. Wymarsz nastąpić miał o zmroku dwiema kolumnami: na obsadzony przez 42 pp Kuniów i Nowomalin. Po rozpoczęciu marszu oddziały maszerujące z Ostroga na Kuniów zostały ostrzelane ogniem karabinów maszynowych ustawionych w pobliżu wsi Bielmaż. Dopiero zdecydowane działania 145 pułku piechoty umożliwiły spokojny przemarsz wojska po tej drodze. Pod silnym ogniem artylerii nieprzyjacielskiej 145 pp dwukrotnie zaatakował na bagnety i rozerwał szyki obronne Sowietów. W tym czasie straże tylne 44 i 144 pułków piechoty odpierały natarcia wojsk bolszewickich w Ostrogu. Około 21.00  prawa kolumna ruszyła w kierunku na Luczyn – Nowomalin – Buszczę. Jej straż tylna – 44 pułk piechoty opuściła Ostróg o 3.00. 
Po szybkim, uciążliwym marszu, w południe 8 lipca 18 Dywizja Piechoty stanęła w rejonie Buderaża. Następnego dnia grupa gen. Krajowskiego stoczyła walkę pod Moszczanicą Wielką.